# Томсон, Уильям Монтгомери
Сэр Уильям Монтгомери Томсон (англ. William Montgomery Thomson; 2 декабря 1877 — 23 июля 1963) — генерал-лейтенант британской армии, ставший военным губернатором Баку в 1918 году.

## Биография
Родился 2 декабря 1877 года. Уильям Томсон был четвёртым сыном капитана Уильяма Томсона (старшего) из 78-го горского полка и его жены Элис Бротон. Его старший брат, Генри Бротон Томсон, был канадским бизнесменом и политиком; другой брат, Томас Уэлдон Томсон, был женат на Гвинет Бебб, одной из первых женщин-юристов в Великобритании.
Уильям Томсон получил образование в Бедфордской школе.
В 1897 году он поступил в полк Сифортских горцев. В 1898 году служил в Судане.
Во время Первой мировой войны с 1915 по 1916 год он был офицером в 1-м полку Сифортских горцев во Франции и Месопотамии, с 1916 по 1917 год командовал бригадой, а с 1917 по 1918 год — дивизией.
В период с сентября 1918 по май 1919 года он командовал Северо-персидской группой войск, а затем британскими силами в Закавказье.
На 16 ноября 1918 года, в Бендер-Энзели, Томсон встретился с Насиб-беком Усуббековым, Муса-беком Рафиевым и Ахмед-беком Агаевым, представителями партии Мусават, в тот момент правящей в Азербайджанской Демократической Республике (АДР). Он изложил им свои цели, такие как: (I) обеспечить эвакуацию воинских частей Османской армии и воинских соединений АДР из Баку, (II) предотвратить ввод армянских войск в Баку, (III) создание британской администрацией местной милиции, (IV) облегчение поставок нефти из бакинских нефтепромыслов британцам и (V) обеспечение работы восточной части Закавказской железной дороги. Он отрицал, что англичане вмешиваются во внутренние дела: «Принцип самоопределения народов принят на Парижской мирной конференции, и Азербайджан из него не будет исключён».
Генерал Томпсон прибыл в Баку на следующий день с отрядом около 2000 солдат Британской Индийской армии и отрядом русских войск под командованием Николая Баратова. Это было встречено с энтузиазмом русскими, проживающими в Баку. Одним из первых действий Томсона был приказ о спуске флага АДР. Он также сказал в адрес России следующее: «Союзники не могут вернуться домой, не наведя порядка в России, и вернув её в такое состояние, когда она снова займёт надлежащее ей место среди стран мира».
Томсон ушёл в отставку из Британской армии в 1934 году, он скончался 23 июля 1963 года.

## Награды
- Орден Святого Михаила и Святого Георгия
- Кавалер Ордена Бани
- Военный крест